# Дон, Николай
Николай Мёллер Дон (дат. Nicolai Møller Dohn; род. 18 августа 1998, Скьёд, Дания) — датский футболист, полузащитник фарерского клуба «07 Вестур».

## Карьера
Николай начинал карьеру в скромном «Хаммель», затем он играл на юношеском уровне за более серьёзные «Силькеборг», «Орхус» и «Хорсенс». В составе последних состоялся его дебют в чемпионате Дании: 8 мая 2017 года он отыграл 14 минут в матче против клуба «Раннерс». Это была единственная игра полузащитника в первом сезоне на взрослом уровне. В сезоне 2017/18 Николай также принял участие в 1 встрече датского первенства. В 2018 году он перебрался в «Нюкёбинг». За полтора сезона полузащитник провёл 31 встречу за эту команду в Первом дивизионе. В середине сезона 2019/20 Николай перебрался в «Скиве», где играл 3 с половиной года. В матчах Первого и Второго дивизионов Дании он принял участие в 99 играх и забил в них 6 голов.
В 2024 году Николай присоединился к «Скоале», вернувшейся в фарерскую премьер-лигу. 10 марта он провёл первый матч за скоальчан, отыграв 71 минуту в поединке с «ЭБ/Стреймур» и заработав жёлтую карточку. 4 октября Николай забил единственный гол за команду в ворота «Б68». Всего он принял участие в 22 матчах фарерского первенства. По его итогам «Скоала» вылетела в первый дивизион, и Николай принял решение покинуть команду. Его новым клубом стал «07 Вестур».